# Novîi Rozdil
Novîi Rozdil (în ucraineană Новий Розділ) este oraș regional în regiunea Liov, Ucraina. 

## Demografie
Componența lingvistică a orașului Novîi Rozdil
     Ucraineană (97,36%)
     Rusă (2,46%)
     Alte limbi (0,11%)
Conform recensământului din 2001, majoritatea populației orașului Novîi Rozdil era vorbitoare de ucraineană (97,36%), existând în minoritate și vorbitori de rusă (2,46%).